# Sympetrum durum
Sympetrum durum är en trollsländeart som beskrevs av Aleksandr Nikolaevich Bartenev 1915. Sympetrum durum ingår i släktet ängstrollsländor, och familjen segeltrollsländor. Inga underarter finns listade i Catalogue of Life.